# Aurore (Q192)
Pour les articles homonymes, voir Aurore.
L'Aurore (Q192) était un sous-marin français de la Marine nationale, navire de tête de la classe Aurore. Il a servi pendant le début de la Seconde Guerre mondiale.